# Рэнд, Пол
Пол Рэнд (настоящее имя — Перец Розенбаум; 15 августа 1914 или 15 декабря 1914, Бруклин, Нью-Йорк — 26 ноября 1996, Норуолк) — американский графический дизайнер, наиболее известен своими работами над корпоративными логотипами, в том числе над логотипами корпораций IBM, UPS, Enron, Morningstar, Inc., Westinghouse, ABC и NeXT. Он был одним из первых американских коммерческих художников, принявших и практиковавших швейцарский стиль графического дизайна.
Рэнд был почётным профессором графического дизайна в Йельском университете в Нью-Хейвене (штат Коннектикут), где он преподавал с 1956 по 1969 год и с 1974 по 1985 год. В 1972 году он был включён в Зал славы Нью-Йоркского клуба арт-директоров.

## Ранняя жизнь и образование
Перетц Розенбаум родился в ортодоксальной еврейской семье в Нью-Йорке. С детства увлёкся изобразительным искусством, рисуя вывески для продуктового магазина своего отца, а также для школьных мероприятий. Его отец не верил, что искусство может обеспечить сыну достаточные средства к существованию, и потребовал, чтобы он учился в средней школе Хаарена на Манхэттене, посещая вечерние занятия в Институте Пратта. Перетц также посещал Новую школу дизайна Парсонса и Лигу студентов-искусствоведов Нью-Йорка.

## Ранняя карьера
Его карьера началась с неполного рабочего дня и заданий по созданию стоковых изображений, поставлявшихся в различные газеты и журналы. Примерно в это же время он решил замаскировать откровенно еврейскую идентичность, которую передавало его имя, сократив его до «Пол» и взяв «Рэнд» от дяди, чтобы сформировать фамилию, «подходящую» для Мэдисон-авеню. Моррис Вышогрод, друг и коллега Рэнда, отметил, что «он решил, что „Пол Рэнд“, четыре буквы здесь, четыре буквы там, создаст хороший символ. Так он стал Полом Рэндом». Рой Р. Беренс отмечает важность этого нового имени: «Новая личность Рэнда, которая послужила знаком для его многих достижений, была первым фирменным стилем, который он создал, и в конечном итоге он также может оказаться самым долговечным».
В свои двадцать с небольшим лет он создавал работы, которые начали завоёвывать международное признание, в частности, его рисунки на обложках журнала Direction, которые Рэнд создавал бесплатно в обмен на полную свободу творчества. Его работы были замечены и получили хвалебный отзыв от Ласло Мохой-Надя:

Среди этих молодых американцев, похоже, Пол Рэнд — один из лучших и наиболее способных… Он художник, лектор, промышленный дизайнер и рекламный художник, который черпает свои знания и творческий потенциал из ресурсов этой страны. Он идеалист и реалист, использующий язык поэта и делового человека. Он мыслит категориями потребности и функции. Он способен анализировать свои проблемы, но его фантазия безгранична.
Оригинальный текст (англ.)Among these young Americans, it seems to be that Paul Rand is one of the best and most capable ... He is a painter, lecturer, industrial designer, [and] advertising artist who draws his knowledge and creativeness from the resources of this country. He is an idealist and a realist, using the language of the poet and business man. He thinks in terms of need and function. He is able to analyze his problems but his fantasy is boundless.

Репутация, которую Рэнд так быстро приобрёл в свои двадцать с лишним лет, никогда не рассеивалась; скорее, она только росла с годами, превратив его со временем в серого кардинала профессии.
Хотя Рэнд был наиболее известен корпоративными логотипами, которые он создал в 1950-х и 1960-х годах, его ранняя работа в области типографского дизайна была первоначальным источником его репутации. В 1936 году Рэнду поручили разработать макет страницы для юбилейного выпуска журнала «Apparel Arts» (ныне GQ). «Его замечательный талант превращать обычные фотографии в динамичные композиции, которые… придавали редакторский вес странице», позволили Рэнду получить постоянную работу, а также предложение занять пост арт-директора журналов Esquire-Coronet. Первоначально Рэнд отказался от этого предложения, заявив, что он ещё не достиг того уровня, который требовал эта работа, но год спустя он решил занять пост, взяв на себя ответственность за страницы моды Esquire в молодом возрасте двадцати трех лет.
Важным шагом в развитии «образа Пола Рэнда», который ещё не был полностью разработан, стала обложка журнала Direction: в декабре 1940 года колючая проволока представила журнал одновременно в виде истерзанного войной подарка и распятия. Рэнд отмечает, что «показательно, что крест, помимо его религиозного значения, является проявлением чистой пластической формы, а также … идеальным союзом агрессивной вертикали (мужчины) и пассивной горизонтали (женщины)».

## Фирменный стиль
Наиболее широко известным вкладом Рэнда в дизайн являются его фирменные стили, многие из которых всё ещё используются. IBM, ABC, Cummins Engine, UPS и Enron, среди многих других, обязаны Rand своим графическим наследием.
Определяющим фирменным стилем Рэнда стал логотип IBM в 1956 году, который, как отмечает Марк Фаверман, «был не просто фирменным стилем, а базовой философией дизайна, которая пронизывала корпоративное сознание и общественное сознание». Рэнд также разрабатывал упаковку, маркетинговые материалы и различные коммуникации для IBM с конца 1950-х до конца 1990-х годов, включая хорошо известный плакат Eye-Bee-M.
Хотя логотипы могут быть истолкованы как упрощённые, Рэнд указал в Искусстве дизайнера, что «идеи не должны быть эзотерическими, чтобы быть оригинальными или захватывающими». Его торговая марка Westinghouse, созданная в 1960 году, воплощает этот идеал минимализма, доказывая точку зрения Рэнда о том, что логотип «не может выжить, если он не разработан с предельной простотой и сдержанностью». Своё творческое кредо мастер сформулировал следующим образом: «Визуальное общение любого рода, хоть убедительное, хоть информативное от рекламных щитов до объявлений о рождении, должно считаться воплощением формы и функциональности, объединением красивого и полезного».
Рэнд оставался востребованным и в преклонном возрасте, создавая важные корпоративные стили в восьмидесятые и девяностые годы, по слухам, по цене 100 000 долларов за одну работу. Наиболее заметной из его поздних работ было сотрудничество со Стивом Джобсом для создания фирменного стиля Next Computer; простой чёрный ящик Рэнда разбивает название компании на две строки, создавая визуальную гармонию, которая привлекла внимание Джобса к логограмме. Джобс был доволен; незадолго до смерти Рэнда в 1996 году его бывший клиент назвал его «величайшим из ныне живущих графических дизайнеров».

## Более поздние годы
Последние годы своей жизни Рэнд посвятил дизайнерской работе и написанию мемуаров. В 1996 году он умер от рака в возрасте 82 лет в Норуолке, штат Коннектикут. Он похоронен на кладбище Бет-Эль.

## Критика
На позднем этапе карьеры Рэнд всё больше волновался по поводу роста постмодернистской теории и эстетики в дизайне. В 1992 году он подал в отставку со своей должности в Йельском университете в знак протеста против назначения дизайнера-постмодерниста и феминистки Шейлы Леврант де Бреттевиль и убедил своего коллегу Армина Хофманна сделать то же самое. В оправдание своей отставки Рэнд написал статью «Путаница и хаос: соблазн современного графического дизайна», в которой он осудил постмодернистское движение как «причудливое и легкомысленное» и «питающее собственную встроенную скуку».
Несмотря на значение, которое графические дизайнеры придают его книге «Мысли о дизайне», последующие работы, такие как «От Ласко до Бруклина» (1996), усугубили обвинения Рэнда в том, что он «реакционен и враждебен новым идеям о дизайне». Стивен Хеллер защищает более поздние идеи Рэнд, называя дизайнера «врагом посредственности, радикальным модернистом», в то время как Фаверман считает Рэнда в этот период «реакционным, сердитым стариком». Независимо от этого спора, вклад Рэнда в современную теорию графического дизайна в целом широко считается неотъемлемым для развития профессии.